# Gotfrid Helnvajn
Gotfrid Helnvajn (Beč, 8. oktobra 1948) austrijsko-irski je likovni umetnik, slikar, fotograf, umetnik koje se bavi instalacijama i performansom.

## Radovi
Helnvajn je studirao na Akademiji likovnih umetnosti u Beču (Akademie der Bildenden Künste, Wien). Dodeljena mu je nagrada Master-klas (Meisterschulpreis) Akademije likovnih umetnosti u Beču, nagrada Kardinal-Kenig i nagrada Teodor-Kerner.
Radio je kao slikar, crtač, fotograf, muralista, vajar, bavio se instalacijama i performansom, koristeći širok dijapazon različitih tehnika i medija.
Njegov rani opus sastoji se uglavnom od hiperrealističkih akvarela koji prikazuju povređenu i zlostavljanu decu, kao i od performansa – često sa decom – u javnim prostorima. Helnvajn se prevashodno bavi motivima psihološke i sociološke anksioznosti, istorijskim pitanjima i političkim temama. Kao rezultat toga, njegov rad se često smatra provokativnim i kontroverznim.
Rođen u Beču, Helnvajn je deo tradicije koja seže unazad do XVIII veka, kojoj pripadaju Meseršmitove figure koje prave grimase. Takođe, njegovi radovi imaju zajedničkih odlika sa radovima Hermana Niča i Rudolfa Švarckoglera, takođe bečkih umetnika, koji prikazuju svoja sopstvena tela u referentnim okvirima povreda, bola i smrti. Fasciniranost jezikom tela seže unazad sve do ekspresivnih gestova u delu Egona Šilea.

### Glava deteta
Ljudska situacija postala je njegova tematska preokupacija, i to je ostala tokom čitave njegove karijere. Metaforom njegove umetnosti, premda ona uključuje i autoportrete, dominira slika povređenog deteta koje nosi fizičke i emotivne ožiljke.

Godine 2004. Muzej likovne umetnosti San Franciska organizovao je prvu samostalnu izložbu radova Gotfrida Helnvajna u jednom američkom muzeju naslovljenu „Dete, radovi Gotfrida Helnvajna“ u Kalifornijskoj palati Legije časti. Izložbu je videlo skoro 130.000 posetilaca, a list San Francisko kronikl proglasio ju je najznačajnijom izložbom nekog savremenog umetnika u 2004. 
Stiven Vin, kritičar umetnosti i kulture u listu Kronikl, napisao je povodom ove izložbe: „Helnvajnove fotorealističke slike velikog formata, na kojima su prikazana deca različitog izgleda, smelo istražuju domen podsvesnog. Nevinost, seksualnost, viktimizacija i prisebnost koja zaokuplja pažnju posmatrača nadiru i svetlucaju u Helnvajnovim uznemirujućim delima.“
Hari S. Parker III, direktor Muzeja likovne umetnosti San Franciska ovako je objasnio u čemu je značaj Helnvajnove umetnosti: „Za Helnvajna, dete je simbol nevinosti, ali i izneverene nevinosti. U današnjem svetu, zle sile rata, siromaštva i seksualnog izrabljivanja, kao i zatupljujući uticaj savremenih medija koji su poput grabljivica, nasrću na vrlinu dece. Robert Flin Džonson, kustos ove izložbe, napravio je misaono podsticajan izbor radova iz Helnvajnovog opusa i napisao je veoma informativan esej o njegovoj umetnosti. Među Helnvajnova dela koja se bave decom spadaju slike, crteži i fotografije, i ona variraju u rasponu od suptilne nedokučivosti do prizora ogoljene brutalnosti. Naravno, brutalne scene – pogledajte samo Masakr nevinih – predstavljaju važne i redovno korišćene motive u istoriji umetnosti. Ono što Helnvajnovu umetnost čini značajnom je njena sposobnost da nas natera da razmišljamo emotivno i intelektualno o veoma ekspresivnim temama koje on odabira. Mnogi smatraju da muzeji treba da predstavljaju sklonište u kome će ljudi doživeti smirenu lepotu koja je odvojena od grubosti ovoga sveta. Ova ideja izneverava svrhu postojanja umetnosti, funkciju muzeja i intelektualnu radoznalost publike. Izložba „Dete: radovi Gotfrida Helnvajna“ mnoge će nadahnuti i prosvetliti; neke će svakako uznemiriti. Nije samo pravo, već je i obaveza muzeja da prikazuje umetnost koja se bavi važnim i katkada kontroverznim temama u našem društvu.“

### Stripovi i trivijalna umetnost
Jedan drugi naglašen element u njegovom radu predstavljaju stripovi. Helnvajn je naslutio nadmoćnost života u stripovima u poređenju sa stvarnim životom još kao dete. U intervjuu objavljenom u jednom časopisu objasnio je svoju opsednutost Diznijevim likovima. Odrastajući u sumornom, razrušenom Beču posle rata, dečak je bio okružen ljudima smrknutih lica koje su proganjala sećanja na nedavnu prošlost o kojoj nikada nisu bili u stanju da govore. Ono što mu je promenilo život bio je prvi strip na nemačkom o Paji Patku koji je njegov otac doneo kući jednoga dana. Kada je otvorio strip, osećao se kao da je najzad stigao u svet kome pripada:
„...jedan pristojan svet u kome čoveka može spljeskati parni valjak ili mu se desi da bude izbušen mecima, a da ne pretrpi nikakve ozbiljnije ozlede. Svet u kome su ljudi još uvek izgledali kako dolikuje, samo što su imali žute kljunove ili crne kugle umesto noseva.“ (Helnvajn)
Godine 2000. Muzej moderne umetnosti u San Francisku predstavio je Helnvajnovu sliku „Miš I“ (1995, ulje i akrilik na platnu, 210 cm x 310 cm) u okviru izložbe Tamna strana zemlje igre: slike detinjstva iz kolekcije Logan.
Ališa Miler ovako je prokomentarisala Helnvajnov rad u časopisu Artvik: „U ’Tamnoj strani zemlje igre’, dražesna ljupkost voljenih igračaka i junaka crtanih filmova postaje preteća i monstruozna. Veliki broj radova karakterišu svojstva dečijih košmara. U tim snovima, mnogo pre bilo kakvog odraslog poimanja specifičnih bolova i zala koje život donosi, poznati i utešni predmeti i slike iz sveta deteta razdirani su nečim nepriličnim. Za decu, koja ne razumeju čega stvarno treba da se plaše, ti snovi nagoveštavaju nekakav bol i uznemiravanje koji vrebaju u pejzažu. Možda nijedno delo na ovoj izložbi ne oličava bolje ovu tvrdnju od ’Mikija’ Gotfrida Helnvajna.“ Njegov portret Diznijevog omiljenog miša zauzima čitav jedan zid galerije; prikazano iz perspektive sa strane, njegovo vedro, prijateljsko lice deluje nekako pritvorno i sumnjivo. Njegov široki osmeh, koji uokviruje niz sjajnih zuba, deluje više kao režanje ili keženje. Ovo je Miki kao gospodin Hajd, njegova skrivena druga ličnost koja je sada izložena pogledu na uznemirujući način. Helnvajnov Miki naslikan je u tonovima sivog, kao da se vidi na ekranu starog crno-belog televizora. Namena ove slike je da nas prenese do svetlucavih ivica naših sećanja iz detinjstva, u vreme koje bilo zamislivo nevinije, bez zločina i krivice. Ali Mikijevo zastrašujuće držanje nagoveštava šta nas čeka...“
Premda je Helnvajnov rad ukorenjen u nasleđu nemačkog ekspresionizma, on je apsorbovao i elemente američke pop kulture. Tokom sedamdesetih godina XX veka, počeo je da uključuje likove iz crtanih filmova u svoje slike. U nekoliko intervjua je tvrdio: „Naučio sam više od Paje Patka nego u svim školama koje sam ikada pohađao.“ Komentarišući ovaj aspekt Helnvajnovog rada, Džulija Paskal napisala je u časopisu Nju stejtsmen: „Njegov rani akvarel Peinlich (Neprijatno) prikazuje tipičnu devojčicu iz pedesetih godina prošlog veka, odevenu u roze haljinicu i sa stripom u ruci. Njena nevina ljupkost uništena je brazgotinom koja joj ruži obraz i usta. To izgleda kao rezultat susreta Paje Patka i Mengelea.“
Živeći između Los Anđelesa i Irske, Helnvajn je susreo i fotografisao Rolingstonse u Londonu, a njegov portret Džona F. Kenedija objavljen je na naslovnoj strani magazina Tajm povodom dvadesete godišnjice ubistva američkog predsednika. Njegov autoportret u kome je sebe prikazao kao čoveka koji vrišti, sav u zavojima, oslepljen viljuškama . iskorišćen je za omot albuma Pomračenje (Blackout) grupe Skorpions. Endi Vorhol, Muhamed Ali, Vilijam Barouz i nemački industrijski metal bend Ramštajn pozirali su mu; neka od njegovih dela pojavila su se u okviru knjižice koja je pratila album Majkla Džeksona Istorija (History). Aludirajući na pad Berlinskog zida, Helnvajn je napisao knjigu Neke činjenice o meni zajedno sa Marlenom Ditrih. Godine 2003. sprijateljio se sa Merilinom Mensonom i započeo sa njim saradnju na multimedijalnom umetničkom projektu Zlatno doba groteske i na nekoliko eksperimentalnih video projekata. Među njegovim često objavljivanim radovima je parodija čuvene slike Edvarda Hopera Noćne ptice (Nighthawks) naslovljena Bulevar propalih snova. Ova slika inspirisala je istoimenu pesmu grupe Grin dej.
Razmatrajući prizore na njegovim slikama od sedamdesetih godina do danas, uočavaju se veoma različiti uticaji u rasponu od Boša, Goje, Džona Hartfilda, Bojsa do Mikija Mausa, a sve je to prošlo kroz filter njegovog posleratnog detinjstva provedenog u Beču. „Helnvajnovo delo objedinjuje potpune suprotnosti: trivijalno se smenjuje sa vizijama duhovne propasti, božansko u detetu suprotstavljeno je užasavajućim prizorima zlostavljanja dece. Međutim, nasilje ostaje njegova osnovna tema – fizičke i emotivne patnje koje ljudska bića sebi međusobno nanose.“

### Autoportreti
Autoportret na kome je prikazana umetnikova glava, uspravna i sa povezom preko očiju, oblivena krvlju, pojavljuje se dva puta u Helnvajnovom triptihu Tihi sjaj avangarde . Panel u sredini prikazuje uvećanu reprodukciju slike Kaspara Davida Fridriha Ledeno more, prizor katastrofe iz 1823/24. godine, koji se uglavnom tumači kao romantična alegorija o silama prirode koje se pokazuju jačim od svakog ljudskog napora. Helnvajn je poredio „smireno teatarski“ ekstatični stav prikazan na njegovom autoportretu sa herojskom pozom mučeničkog lika Svetog Sebastijana, i on generalizuje oboje da bi prikazao rane umetnika XX veka, prikazujući ga kao neku vrstu figure spasitelja. Uz to, poetski naziv slike usmerava posmatrača na pravu stranu. Vizuelna montaža savremenog umetnika kao Čoveka tuge i Fridrihovog pejzaža projektuje propale nade u romantičarsku pobunu u sadašnjost, u protestno razmišljanje o savremenosti, koje je postalo introvertno i mazohističko, i njegovo prekoračenje estetskih granica. Da li se to romantizam vraća? – Ne; zapravo, on nikada nije ni otišao iz savremenosti. Ali njegova pobuna je sputavajuća i introvertira sebe u „korpusu metafizike“ savremenih umetnika u sopstveno telo i krv. Otuda i za Helnvajna povratak romantizma dovodi do naglašavanja samo jednog od njegovih parcijalnih aspekata, stilizacije u vidu autoportreta protesta introvertiranog u mučeništvo, koje je istorijski nekada bilo na kontradiktoran način povezano sa društvenom opozicijom, pobunom i utopijom.